# 楊賢俊
楊賢俊 （2002年5月25日—）韓國足球運動員，司職中場。現效力蘇超球隊些路迪。韓國國家足球隊成員。

## 職業生涯
2023年7月24日，楊賢俊與蘇超球隊簽約五年。

## 榮譽
- 韓職最佳年青球員 : 2022

## 外部連結
- 楊賢俊在 kleague.com上的出场纪录（韓語）